# Cantó de Verdun-Oest
El cantó de Verdun-Oest és un cantó francès del departament del Mosa, situat al districte de Verdun. Compta amb 1 municipi i part del de Verdun.

## Municipis
- Sivry-la-Perche
- Verdun (part)

## Història
| Data d'elecció                           | Identitat          | Partit        | Qualitat |
| ---------------------------------------- | ------------------ | ------------- | -------- |
| 1973-1979                                | Pierre Méchin      | PS            |          |
| 1979-2004                                | Maurice Delamarche | UDF           |          |
| 2004-2011                                | Arsène Lux         | Divers droite |          |
| 2011-                                    | Samuel Hazard      | PS            |          |
| les dades anteriors no són pas conegudes |                    |               |          |